# Gigino Battisti
Gigino (Luigi) Battisti (Trento, 7 aprile 1901 – Sessa Aurunca, 14 dicembre 1946) è stato un politico e partigiano italiano, sindaco di Trento e deputato dell'Assemblea Costituente.

## Biografia
Figlio di Cesare Battisti e Ernesta Bittanti, a 16 anni andò alla Scuola di Caserta dove diventò sottotenente degli Alpini. In seguito venne mandato sul fronte al Passo del Tonale. Dopo la guerra partecipò all'impresa di Fiume con l'amico Giannantonio Manci.
Dopo l'avvento del fascismo collaborò con La Voce Repubblicana e con L'Italia libera, fondata da Randolfo Pacciardi. Alcuni giornali fascisti riportarono la notizia che il giovane Battisti avesse preso parte alla Marcia su Roma e per questo di essere stato conseguentemente ricompensato. Dimostrò che non era vero e sfidò a duello un giornalista napoletano che gli aveva dato del «figlio degenere». L'altro accettò, e Battisti rimase ferito ad un braccio.
Nel 1924 si laureò in scienze economiche. Tornato a Trento, creò una piccola azienda assieme a Giannantonio Manci. Insieme a Manci, Bacchi e Parolari fondò a Trento un gruppo di Italia libera. Nel 1930 si spostò a Milano e si unì a Giustizia e Libertà, poi nel 1942 al Partito d'Azione. Formò un gruppo di guide alpine con le quali aiutava a far fuggire dall'Italia persone ricercate, rimanendo in un'occasione gravemente ferito a entrambe le mani. 
T

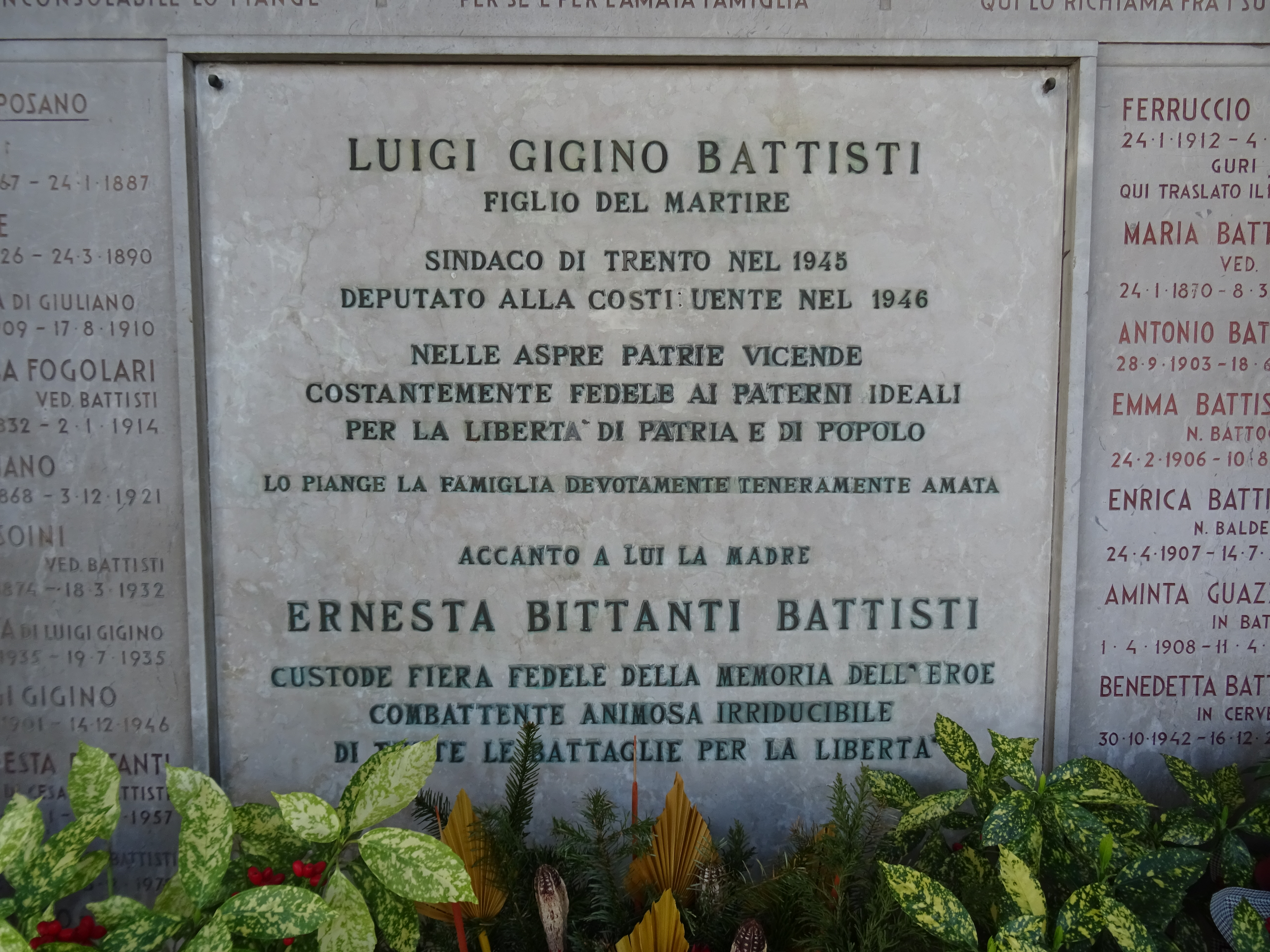
Targa a Gigino Battisti e a sua madre Ernesta Bittanti sulla tomba di famiglia nel cimitero monumentale di Trento

Il 10 settembre 1943, dopo l'annuncio dell'armistizio di Cassibile, Battisti passò in Svizzera ed entrò nel CLN di Lugano. Collaboratore dell'Office of Strategic Services americano, combatté nelle formazioni partigiane dell'Ossola alla vigilia della liberazione della zona e collaborò poi con la Giunta provvisoria di governo della Repubblica partigiana dell'Ossola. Da questa, ricevette il mandato di trattare con le autorità svizzere, con il CLN di Lugano e con la Legazione italiana di Berna, per i rifornimenti alimentari e lo scambio di altri prodotti con la vicina Repubblica elvetica. Operò con le formazioni partigiane della Valtellina e prese parte al Movimento di Unità Proletaria, poi confluito nel Partito Socialista Italiano di Unità Proletaria (che più tardi cambierà nome in PSI).
L'8 maggio 1945, dopo la liberazione, fu nominato sindaco di Trento dal CLN provinciale. I problemi principali erano legati alla carenza di case, distrutte dai bombardamenti, e di cibo. Alle elezioni del 2 giugno 1946 fu eletto all'Assemblea Costituente, dove diventò Segretario di presidenza. Di conseguenza si dimise dalla carica di sindaco. Morì il 14 dicembre dello stesso anno a Sessa Aurunca, in provincia di Caserta, in un incidente ferroviario. Assieme a lui persero la vita altre quattro persone e vi furono cinquanta-sessanta feriti. Alla Costituente fu sostituito da Danilo Paris.
Per ricordare Gigino Battisti è stato istituito in Trentino un Trofeo di ciclismo juniores.